# Európai Filmdíjak 1995
A 8. Európai Filmdíj-átadó ünnepséget (8th European Film Awards), akkori nevén 8. Felix-gálát 1995. november 12-én tartották meg Berlin Wilmersdorf kerületében található Bar jeder Vernunft revübárban. A gálán az előző évben hivatalosan bemutatott, az Európai Filmakadémia (EFA) 99 tagja szerint legjobb európai filmeket, illetve alkotóikat részesítették elismerésben.
1995-ben az előző évhez hasonlóan az Európai Filmakadémia mindössze három műfaji és egy életmű Felix-díjat adott át, melyet kiegészített a kritikusok díja.
A legjobb európai filmért, illetve a legjobb újoncfilmjéért folyó verseny előzetes válogatásba 9-9 nagyjátékfilm került be, köztük Gothár Péter Magyar Filmszemle fődíjas filmdrámája, A részleg. A válogatás tematikáját alapvetően az aktualitás jellemezte, az alkotások döntő többsége a jelen kor és a történelem kegyetlen valóságáról szólt. E filmekből állították össze a három-három jelöltet tartalmazó szűkített listákat, majd választotta ki közülük az akadémia zsűrije a nyerteseket.
Az év legjobb európai filmje Ken Loach spanyol polgárháborúban játszódó történelmi drámája a Haza és szabadság lett, míg a legjobb újoncfilm az apai ágon magyar származású francia filmrendező, Mathieu Kassovitz A gyűlölet című, Párizs egyik külvárosi gettójában kitört lázadást realisztikusan bemutató filmdrámája. Munkássága egészének elismeréseként életműdíjat vehetett át Marcel Carné, a francia filmtörténet „költői realista” irányzatának legnagyobb alakja, Jacques Prévert költő és forgatókönyvíró, valamint a magyar származású Alexandre Trauner díszlettervező közeli munkatársa.

## Válogatás
| Az év legjobb európai filmje 1. A részleg – rendező: Gothár Péter 2. Das Versprechen (Az ígéret) – rendező: Margarethe von Trotta 3. La cérémonie (A szertartás) – rendező: Claude Chabrol 4. Land and Freedom (Föld és szabadság) – rendező: Ken Loach 5. Le plus bel âge – rendező: Didier Haudepin 6. Les rendez-vous de Paris (Párizsi randevú) – rendező: Éric Rohmer 7. L’uomo delle stelle (A csillagos ember) – rendező: Giuseppe Tornatore 8. Al di là delle nuvole (Túl a felhőkön) – rendező: Michelangelo Antonioni 9. To Vlemma tTou Odyssea (Odüsszeusz tekintete) – rendező: Theo Angelopoulos | Az év legjobb európai újoncfilmje 1. Butterfly Kiss (A pillangó csókja) – rendező: Michael Winterbottom 2. Carrington (A festőnő szerelmei) – rendező: Christopher Hampton 3. Der Totmacher (H – a hannoveri gyilkos) – rendező: Romuald Karmakar 4. Funny Bones (Nevess, ha fáj!) – rendező: Peter Chelsom 5. La haine (A gyűlölet) – rendező: Mathieu Kassovitz 6. L'amore molesto – rendező: Mario Martone 7. Priest (Pap) – rendező: Antonia Bird 8. Sommaren – rendező: Kristian Petri 9. The Madness of King George (György király) – rendező: Nicholas Hytner |

## Díjazottak és jelöltek
| „Díjazott” – szürkéskék háttérrel   |
| „Jelölt” – világos szürke háttérrel |

### Az év legjobb európai filmje
| Magyar címe          | Eredeti címe             | Rendező                | Ország                                                                         |
| -------------------- | ------------------------ | ---------------------- | ------------------------------------------------------------------------------ |
| Haza és szabadság    | Land and Freedom         | Ken Loach              | Egyesült Királyság · Spanyolország · Németország · Olaszország · Franciaország |
| Odüsszeusz tekintete | To Vlemma tou Odyssea    | Theodoros Angelopoulos | Görögország                                                                    |
| Párizsi randevúk     | Les rendez-vous de Paris | Éric Rohmer            | Franciaország                                                                  |

### Az év legjobb európai újoncfilmje
| Magyar címe             | Eredeti címe   | Rendező              | Ország                                    |
| ----------------------- | -------------- | -------------------- | ----------------------------------------- |
| A gyűlölet              | La Haine       | Mathieu Kassovitz    | Franciaország · Amerikai Egyesült Államok |
| A pillangó csókja       | Butterfly Kiss | Michael Winterbottom | Egyesült Királyság                        |
| H – a hannoveri gyilkos | Der Totmacher  | Romuald Karmakar     | Németország                               |

### Az év legjobb európai dokumentumfilmje
| Magyar címe | Eredeti címe | Rendező     | Ország      |
| ----------- | ------------ | ----------- | ----------- |
| –––         | –––          | Jens Meurer | Németország |

### Az Európai Filmakadémia életműdíja
| Díjazott     | Foglalkozás | Ország        |
| ------------ | ----------- | ------------- |
| Marcel Carné | filmrendező | Franciaország |

### A kritikusok Felix-díja – FIPRESCI-díj
| Magyar címe          | Eredeti címe          | Rendező                | Ország |
| -------------------- | --------------------- | ---------------------- | --- |
| Odüsszeusz tekintete | To Vlemma tou Odyssea | Theodoros Angelopoulos | Görögország · Franciaország · Olaszország · Németország · Egyesült Királyság · Jugoszlávia · Bosznia-Hercegovina · Albánia · Románia |